# Bonneville (Haute-Savoie)
Bonneville (Savoyaards: Bônavela) is een gemeente in het Franse departement Haute-Savoie (regio Auvergne-Rhône-Alpes). De plaats is de onderprefectuur van het arrondissement Bonneville. Bonneville telde op 1 januari 2022 13.320 inwoners. Bonneville is de historische hoofdstad van het land van Faucigny.

## Geschiedenis
Het kasteel van Bonneville, de residentie van de heren van Faucigny, werd gebouwd in de 13e eeuw onder Peter II van Savoye. Hij liet in 1262 een houten fort bouwen op een heuvel in deze plaats. Dit werd vervangen rond 1290 door een stenen burcht door zijn dochter Béatrice de Faucigny (1234 of 1237-1310). Zij kende in 1289 privileges toe aan de plaats en wordt beschouwd als de stichter van Bonneville. In 1355 werd Faucigny een van de zes provincies van het hertogdom Savoye. Het kasteel werd in de 16e eeuw omgebouwd tot gevangenis en behield deze bestemming tot 1934.
Tot 1860 maakte de plaats deel uit van het koninkrijk Sardinië. Karel Felix van Sardinië bezocht Bonneville in 1824 en te zijner ere werd een kolom met zijn zijn standbeeld opgericht. Na de aanhechting bij Frankrijk lag Bonneville van 1860 tot het einde van de Eerste Wereldoorlog in de Grande Zone Franche, een douanevrije zone met Zwitserland. In de tweede helft van de 20e eeuw kwam er industrie in de gemeente.

## Geografie
De oppervlakte van Bonneville bedroeg op 1 januari 2022 27,15 vierkante kilometer; de bevolkingsdichtheid was toen 490,6 inwoners per km².
De plaats ligt aan de rivier Arve, die in de 19e eeuw werd ingedijkt. Het hoogste punt van de gemeente is het Pointe d’Andey (1877 m).
De onderstaande kaart toont de ligging van Bonneville met de belangrijkste infrastructuur en aangrenzende gemeenten.

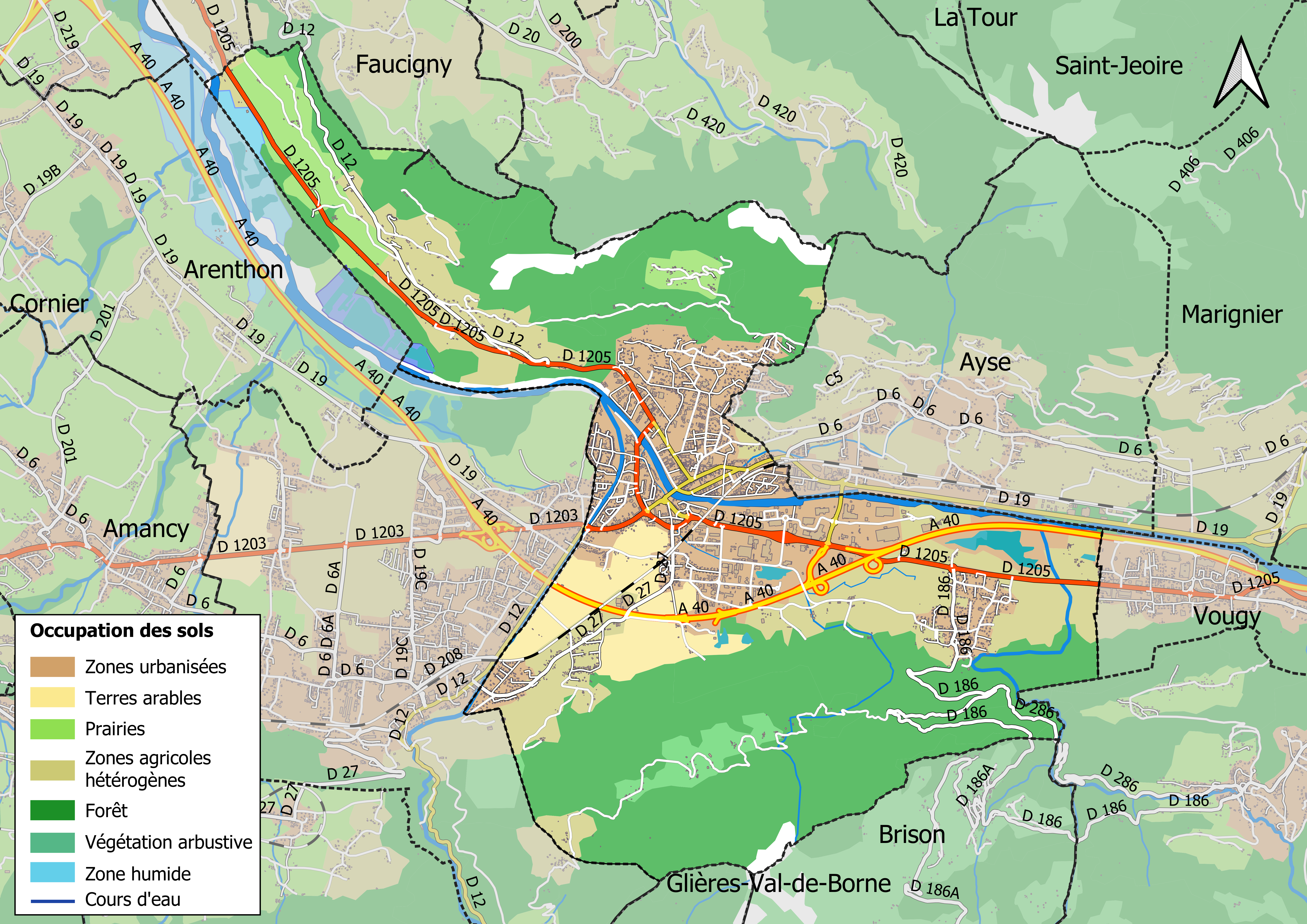

## Demografie
Onderstaande figuur toont het verloop van het inwonertal (bron: INSEE-tellingen).

## Verkeer en vervoer

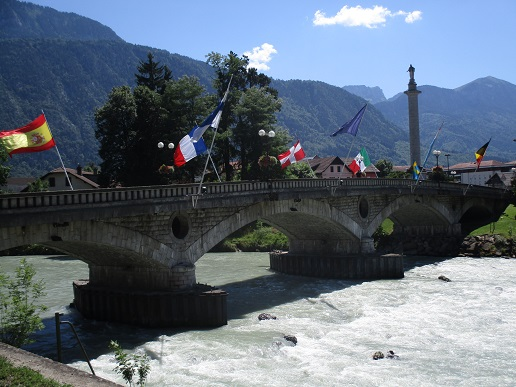
Pont de l'Europe over de Arve, gebouwd tussen 1862 en 1865 ter vervanging van een brug uit 1681

In de gemeente ligt spoorwegstation Bonneville.
De autosnelweg A40 loopt door de gemeente.

## Geboren
- Romane Miradoli (1994), alpineskiester